# Ножан-сюр-Уаз (кантон)
Ножан-сюр-Уаз (фр. Nogent-sur-Oise) — кантон во Франции, находится в регионе О-де-Франс, департамент Уаза. Расположен на территории двух округов: четыре коммуны входят в состав округа Клермон, две ― в состав округа Санлис.

## История
Кантон образован в результате реформы 2015 года .

## Состав кантона с 22 марта 2015 года
В состав кантона входят коммуны (население по данным Национального института статистики за 2018 г.):
- Виллер-Сен-Поль (6 440 чел.)
- Кофри (2 581 чел.)
- Леньевиль (4 712 чел.)
- Монши-Сент-Элуа (2 197 чел.)
- Моньевиль (1 494 чел.)
- Ножан-сюр-Уаз (20 298 чел.)

## Политика
На президентских выборах 2022 г. жители кантона отдали в 1-м туре Жану-Люку Меланшону 36,5 % голосов против 25,5 % у Марин Ле Пен и 19,7% у Эмманюэля Макрона; во 2-м туре в кантоне победил Макрон, получивший 54,2 % голосов. (2017 год. 1 тур: Марин Ле Пен – 27,6 %, Жан-Люк Меланшон – 25,7 %,  Эмманюэль Макрон – 20,1 %,  Франсуа Фийон – 11,1 %; 2 тур: Макрон – 58,8 %. 2012 год. 1 тур: Франсуа Олланд – 36,5 %, Марин Ле Пен – 21,6 %, Николя Саркози – 18,63 %; 2 тур: Олланд – 60,2 %).
С 2015 года кантон в Совете департамента Уаза представляют мэр города Леньевиль Кристоф Дитрих (Christophe Dietrich) и член совета города Ножан-сюр-Уаз Жильян Ру (Gillian Roux) (оба – Республиканцы).
|                | Кандидаты                   | Партия                   | Первый тур | Первый тур     | Второй тур | Второй тур |
| Кол-во голосов | Кандидаты                   | Партия                   | % голосов  | Кол-во голосов | % голосов  |            |
| -------------- | --------------------------- | ------------------------ | ---------- | -------------- | ---------- | ---------- |
|                | Кристоф Дитрих Жильян Ру    | Республиканцы            | 2 176      | 38,38          | 3 512      | 61,45      |
|                | Жерар Вен Лорьян Лериш      | Левый блок – Зелёные     | 1 564      | 27,58          | 2 203      | 38,55      |
|                | Гийом Гразда Клод Пуату     | Национальное объединение | 1 124      | 19,82          |            |            |
|                | Патрисия Ришар Эрве Роберти | Вперёд, Республика!      | 536        | 9,45           |            |            |
|                | Анни Боман Джамаль Банкеруф | Разные левые             | 1 722      | 17,65          |            |            |

|                | Кандидаты                          | Партия             | Первый тур | Первый тур     | Второй тур | Второй тур |
| Кол-во голосов | Кандидаты                          | Партия             | % голосов  | Кол-во голосов | % голосов  |            |
| -------------- | ---------------------------------- | ------------------ | ---------- | -------------- | ---------- | ---------- |
|                | Кристоф Дитрих Жильян Ру           | Правый блок        | 1 983      | 20,32          | 4 865      | 56,60      |
|                | Фабьян Бекемен Клод Дегав          | Национальный фронт | 3 214      | 32,93          | 3 730      | 43,40      |
|                | Жерар Вен Флоранс Оже-Лефевр       | Левый блок         | 1 851      | 18,97          |            |            |
|                | Нисрин Бутдарин Жан-Франсуа Дардан | Разные левые       | 1 722      | 17,65          |            |            |
|                | Ален Бушер Нелли Роше              | Разные левые       | 989        | 10,13          |            |            |